# Morti il 21 gennaio
| Questa pagina contiene informazioni ricavate automaticamente dalle voci biografiche con l'ausilio del template Bio e di un bot. L'aggiornamento è periodico e automatico e ricostruisce completamente la pagina. Se manca una persona in questa lista, sei pregato di non aggiungerla, ma accertati piuttosto che la sua voce biografica contenga il template Bio e che i dati anagrafici siano correttamente compilati. Se il template Bio manca, inseriscilo tu stesso o, in alternativa, metti l'avviso {{tmp\|Bio}} che ne segnala la mancanza. Se i dati riportati sono sbagliati, correggi direttamente la voce biografica; le modifiche saranno visibili in questa lista entro pochi giorni. Per chiarimenti vedi il progetto biografie. La lista contiene solo le 633 persone che sono citate nell'enciclopedia e per le quali è stato implementato correttamente il template Bio. Pagina aggiornata al 13 ago 2025. |

## III secolo(1)
- 259 - Fruttuoso di Tarragona, vescovo spagnolo

## IV secolo(2)
- 304 - Santa Greca, santa (n. 284)
- 305 - Sant'Agnese, santa romana

## V secolo(1)
- 498 - Epifanio di Pavia, vescovo italiano (n. 439)

## IX secolo(2)
- 837 - Antonio I di Costantinopoli, arcivescovo bizantino
- 861 - Meinrado di Einsiedeln, monaco cristiano tedesco

## X secolo(1)
- 917 - Ercangero di Svevia, nobile tedesco

## XI secolo(3)
- 1059 - Michele I Cerulario, arcivescovo ortodosso bizantino (n. 1000)
- 1085 - Teodorico II di Katlenburg, nobile tedesco
- 1093 - Sofia di Bar, nobile

## XII secolo(2)
- 1118 - Papa Pasquale II, papa, cardinale e abate italiano
- 1183 - Ardoino da Piacenza, religioso e cardinale italiano

## XIII secolo(1)
- 1203 - Agnese II di Quedlinburg, badessa tedesca (n. 1139)

## XIV secolo(8)
- 1309 - Guido dei Bonacolsi, politico italiano
- 1314 - Muhammad III di Granada, sultano (n. 1257)
- 1329 - Enrico II di Meclemburgo, nobile tedesco
- 1330 - Giovanna II di Borgogna, regina (n. 1291)
- 1354 - Baldovino di Lussemburgo, arcivescovo cattolico tedesco (n. 1285)
- 1385 - Galeotto I Malatesta, condottiero italiano
- 1397 - Alberto II di Baviera-Straubing, nobile (n. 1369)
- 1398 - Federico V di Norimberga, nobile tedesco (n. 1333)

## XV secolo(7)
- 1416 - Jacopo Avanzi, pittore italiano
- 1449 - Giovanni Berardi, cardinale e arcivescovo cattolico italiano (n. 1380)
- 1449 - Giovanni de Primis, cardinale, vescovo cattolico e abate italiano
- 1484 - Teodoro Paleologo, cardinale e vescovo italiano (n. 1425)
- 1491 - Hatakeyama Yoshinari, militare giapponese
- 1495 - Maddalena di Valois, principessa (n. 1443)
- 1496 - Giovanni Ducco, presbitero e vescovo cattolico italiano

## XVI secolo(13)
- 1519 - Luigi d'Aragona, cardinale italiano (n. 1474)
- 1521 - Henning Göde, giurista tedesco
- 1538 - Marcantonio Dal Verme, condottiero italiano
- 1542 - Azai Sukemasa, militare giapponese (n. 1491)
- 1543 - Francesco Minerbetti, arcivescovo cattolico italiano
- 1556 - Eustace Chapuys, diplomatico francese (n. 1490)
- 1556 - Massimo il Greco, umanista, linguista e religioso greco (n. 1480)
- 1564 - Tommaso Campeggi, vescovo cattolico italiano (n. 1481)
- 1578 - Piyale Paşa, ammiraglio ottomano (n. 1515)
- 1580 - Luigi Gonzaga, nobile italiano (n. 1566)
- 1587 - Juraj Drašković, cardinale e arcivescovo croato (n. 1525)
- 1597 - Stefano Tuccio, gesuita, teologo e drammaturgo italiano (n. 1540)
- 1600 - Jerzy Radziwiłł, cardinale e vescovo polacco (n. 1556)

## XVII secolo(22)
- 1609 - Giuseppe Giusto Scaligero, storico, scrittore e umanista francese (n. 1540)
- 1610 - Francisco Arias de Bobadilla, militare e nobile spagnolo (n. 1537)
- 1611 - Mariano Pierbenedetti, cardinale e vescovo cattolico italiano (n. 1538)
- 1614 - Morosina Morosini (n. 1545)
- 1631 - Diego Guzmán de Haros, cardinale spagnolo (n. 1566)
- 1638 - Ignazio Donati, compositore italiano
- 1642 - Albano Roe, presbitero e monaco cristiano inglese (n. 1583)
- 1645 - Alessandro Filonardi, vescovo cattolico italiano (n. 1578)
- 1653 - Lawrence Washington, religioso britannico (n. 1602)
- 1659 - Camillo Melzi, cardinale e arcivescovo cattolico italiano (n. 1590)
- 1665 - Baccio Aldobrandini, cardinale italiano (n. 1613)
- 1665 - Domenico Mazzocchi, compositore italiano (n. 1592)
- 1670 - Honorat de Bueil de Racan, poeta e drammaturgo francese (n. 1589)
- 1670 - Alessandro Marsili, filosofo italiano (n. 1601)
- 1672 - Adriaen van de Velde, pittore e incisore olandese (n. 1636)
- 1674 - Cornelis Bisschop, pittore olandese (n. 1630)
- 1674 - Henri de La Trémoille, generale francese (n. 1598)
- 1677 - Christina Anna Skytte, svedese (n. 1643)
- 1683 - Anthony Ashley-Cooper, I conte di Shaftesbury, politico inglese (n. 1621)
- 1696 - Giuseppa Maria di Sant'Agnese, religiosa spagnola (n. 1625)
- 1698 - Johann Philipp Treffler, artigiano tedesco (n. 1625)
- 1700 - Henry Somerset, I duca di Beaufort, nobile inglese (n. 1629)

## XVIII secolo(30)
- 1706 - Adrien Baillet, presbitero, teologo e letterato francese (n. 1649)
- 1708 - Pedro Portocarrero y Guzmán, patriarca cattolico spagnolo (n. 1640)
- 1710 - Johann Georg Gichtel, filosofo, teologo e mistico tedesco (n. 1638)
- 1711 - Federico Guglielmo Kettler, duca (n. 1692)
- 1711 - Augustinus Terwesten, pittore, disegnatore e incisore olandese (n. 1649)
- 1722 - Charles Paulet, II duca di Bolton, politico inglese (n. 1661)
- 1722 - Felice Viali, botanico, letterato e abate italiano (n. 1637)
- 1726 - Franz Beer, architetto austriaco (n. 1660)
- 1730 - Marco Ricci, pittore italiano (n. 1676)
- 1731 - Giulio Goldoni, medico italiano (n. 1683)
- 1732 - Robbert Duval, pittore, incisore e decoratore olandese (n. 1649)
- 1733 - Bernard de Mandeville, medico e filosofo olandese (n. 1670)
- 1746 - Nicolaes Verkolje, incisore, pittore e disegnatore olandese (n. 1673)
- 1748 - Nicolaes Hooft, pittore e illustratore olandese (n. 1664)
- 1751 - François Armand Gervaise, religioso francese (n. 1660)
- 1757 - Carlotta di Lorena, nobildonna francese (n. 1678)
- 1763 - Jean-François Oeben, ebanista francese
- 1764 - Adrian Wetter, politico e mercante svizzero (n. 1694)
- 1773 - Alexis Piron, poeta e drammaturgo francese (n. 1689)
- 1774 - Mustafa III, sultano ottomano (n. 1717)
- 1777 - Agostino Giuffrida, medico italiano (n. 1705)
- 1780 - Tommaso Struzzieri, vescovo cattolico italiano (n. 1706)
- 1788 - Paul d'Albert de Luynes, cardinale e arcivescovo cattolico francese (n. 1703)
- 1789 - Paul Erdmann Isert, botanico e zoologo tedesco (n. 1756)
- 1791 - Antonio De Gennaro, nobile e letterato italiano (n. 1717)
- 1792 - Giovanni Cristofano Amaduzzi, abate, filologo classico e filosofo italiano (n. 1740)
- 1793 - Luigi XVI di Francia, re (n. 1754)
- 1795 - Michel Corrette, organista, compositore e insegnante francese (n. 1707)
- 1795 - Samuel Wallis, navigatore inglese (n. 1728)
- 1797 - Thomas Jackling, pugile britannico (n. 1750)

## XIX secolo(77)
- 1801 - Mariano Morini, religioso e fisico italiano (n. 1732)
- 1804 - Michail Michajlovič Golicyn, ufficiale russo (n. 1731)
- 1804 - Ernst Gottfried Baldinger, entomologo e botanico tedesco (n. 1738)
- 1806 - Henry Ellis, politico e esploratore britannico (n. 1721)
- 1809 - Girolamo Luigi Durazzo, politico italiano (n. 1739)
- 1811 - Jean Chalgrin, architetto francese (n. 1739)
- 1813 - Smith Child, ammiraglio britannico (n. 1730)
- 1813 - Vincenzo Angelo Orelli, pittore svizzero (n. 1751)
- 1814 - Matthias Claudius, scrittore e poeta tedesco (n. 1740)
- 1814 - Jacques-Henri Bernardin de Saint-Pierre, scrittore e botanico francese (n. 1737)
- 1815 - Francesco Pietro Raccamarich, vescovo cattolico e nobile dalmata (n. 1744)
- 1820 - Ambroise Marie François Joseph Palisot de Beauvois, naturalista e botanico francese (n. 1752)
- 1826 - Aleksandr L'vovič Naryškin, nobile russo (n. 1760)
- 1828 - Luís Teles da Silva Caminha e Meneses, militare e politico portoghese (n. 1775)
- 1831 - Achim von Arnim, scrittore tedesco (n. 1781)
- 1832 - Bohuslav Tablic, poeta, traduttore e pastore protestante slovacco (n. 1769)
- 1835 - Juraj Palkovič, presbitero e traduttore slovacco (n. 1763)
- 1836 - André Étienne d'Audebert de Férussac, naturalista e politico francese (n. 1786)
- 1838 - Georg Ludwig Walch, filologo classico tedesco (n. 1785)
- 1841 - Anna Fiorilli Pellandi, attrice teatrale italiana (n. 1772)
- 1841 - Ermes Visconti, letterato italiano (n. 1784)
- 1845 - Marija Aleksandrovna Potocka, nobildonna russa (n. 1807)
- 1846 - Francesco IV d'Austria-Este, duca (n. 1779)
- 1846 - Jurij Aleksandrovič Golovkin, nobile e politico russo (n. 1762)
- 1847 - Jean-François Le Nepvou de Carfort, generale e nobile francese (n. 1774)
- 1851 - Albert Lortzing, compositore tedesco (n. 1801)
- 1851 - Franz Naegele, chirurgo tedesco (n. 1778)
- 1852 - Friedrich von Roth, giurista tedesco (n. 1780)
- 1855 - Giuseppe Pecci, cardinale e vescovo cattolico italiano (n. 1776)
- 1856 - Benedictus Gotthelf Teubner, tipografo tedesco (n. 1784)
- 1857 - Franz Krüger, pittore e litografo tedesco (n. 1797)
- 1858 - Joachim Haspinger, religioso e patriota (n. 1776)
- 1858 - Ugo Pietro Spinola, cardinale italiano (n. 1791)
- 1859 - Henry Hallam, storico inglese (n. 1777)
- 1859 - Michele Magone, italiano (n. 1845)
- 1861 - Ernst Friedrich August Rietschel, scultore tedesco (n. 1804)
- 1862 - Leandro Ciuffa, botanico, medico e giurista italiano (n. 1794)
- 1862 - Ulisse De Dominicis, politico italiano
- 1862 - Božena Němcová, scrittrice ceca (n. 1820)
- 1865 - Xavier B. Saintine, scrittore, poeta e drammaturgo francese (n. 1798)
- 1866 - Madame Saqui, circense, danzatrice e attrice francese (n. 1786)
- 1869 - Ferdinando Arborio Gattinara di Breme, nobile, entomologo e politico italiano (n. 1807)
- 1870 - Aleksandr Ivanovič Gercen, scrittore e filosofo russo (n. 1812)
- 1871 - Luigi Perla, patriota e militare italiano (n. 1839)
- 1871 - Jan Jacob Rochussen, politico olandese (n. 1797)
- 1872 - Franz Grillparzer, scrittore e drammaturgo austriaco (n. 1791)
- 1873 - Gaspard Auguste Brullé, entomologo francese (n. 1809)
- 1874 - Euphrosyne Parepa-Rosa, soprano britannico (n. 1836)
- 1879 - Carlo Canella, pittore italiano (n. 1800)
- 1879 - Ljuben Karavelov, scrittore bulgaro (n. 1834)
- 1880 - Ignazio Ciampi, avvocato, storico e poeta italiano (n. 1824)
- 1880 - Claude Auguste Court, militare e avventuriero francese (n. 1793)
- 1880 - Karl von Seebach, paleontologo, vulcanologo e geologo tedesco (n. 1839)
- 1881 - Wilhelm Matthias Naeff, avvocato e politico svizzero (n. 1802)
- 1881 - François-Edmée Ricois, pittore francese (n. 1795)
- 1882 - Eugène René Antonini, militare francese (n. 1827)
- 1883 - Carlo di Prussia, principe prussiano (n. 1801)
- 1883 - Jacopo Tomadini, compositore e presbitero italiano (n. 1820)
- 1883 - José de Salamanca y Mayol, politico e imprenditore spagnolo (n. 1811)
- 1884 - Auguste Franchomme, compositore e violoncellista francese (n. 1808)
- 1885 - Vincenzo Tanturri, dermatologo italiano (n. 1835)
- 1887 - Pietro Paolo Trucchi, vescovo cattolico italiano (n. 1807)
- 1891 - Calixa Lavallée, musicista e compositore canadese (n. 1842)
- 1892 - John Couch Adams, matematico britannico (n. 1819)
- 1892 - Joseph Contini, pittore italiano (n. 1827)
- 1892 - Marcellino Roda, architetto del paesaggio italiano (n. 1814)
- 1892 - Muhammad Bahadur Khanji III, principe indiano (n. 1856)
- 1893 - Raffaele Busacca dei Gallidoro, politico italiano (n. 1810)
- 1894 - Vojislav Ilić, poeta serbo (n. 1862)
- 1894 - Guillaume Lekeu, compositore belga (n. 1870)
- 1895 - Florian-Jules-Félix Desprez, cardinale e arcivescovo cattolico francese (n. 1807)
- 1898 - Charles A. Gilberg, compositore di scacchi statunitense (n. 1835)
- 1899 - Jacob Emanuel Gaisser, pittore tedesco (n. 1825)
- 1899 - Américo Ferreira dos Santos Silva, cardinale e vescovo cattolico portoghese (n. 1829)
- 1900 - Giovanni Buzzacchi, militare e chirurgo italiano (n. 1836)
- 1900 - Francesco di Teck, nobile tedesco (n. 1837)
- 1900 - Mangiafegato Johnson, militare statunitense

## XX secolo(297)
- 1901 - Elisha Gray, ingegnere statunitense (n. 1835)
- 1902 - Hugo Wilhelm von Ziemssen, medico tedesco (n. 1829)
- 1905 - Ercole Roselli, matematico, filosofo e rivoluzionario italiano (n. 1818)
- 1907 - Graziadio Isaia Ascoli, linguista, glottologo e glottoteta italiano (n. 1829)
- 1907 - Bertram Fletcher Robinson, sportivo e giornalista inglese (n. 1870)
- 1908 - Marie-Anne Detourbay, letterata francese (n. 1837)
- 1909 - Mezidemestan Kadın, ottomana (n. 1869)
- 1909 - Tancredi Saletta, militare italiano (n. 1840)
- 1910 - Nicola Ricciuti, magistrato e politico italiano (n. 1840)
- 1911 - Erich Gühler, ammiraglio tedesco (n. 1859)
- 1913 - Fanny Jackson Coppin, docente e missionaria statunitense (n. 1837)
- 1914 - Theodor Kittelsen, pittore norvegese (n. 1857)
- 1914 - Dmitrij Aleksandrovič Klemenc, rivoluzionario, etnografo e archeologo russo (n. 1848)
- 1917 - Francesca Alexander, illustratrice, scrittrice e traduttrice statunitense (n. 1837)
- 1917 - Vittorio Faustini, politico italiano (n. 1862)
- 1917 - Carl Hocheder, architetto tedesco (n. 1854)
- 1917 - Jakob Knudsen, scrittore danese (n. 1858)
- 1917 - José Luna, medico filippino (n. 1861)
- 1917 - Stefania Etzerodt Omboni, filantropa italiana (n. 1839)
- 1918 - Emil Jellinek, imprenditore e diplomatico austriaco (n. 1853)
- 1919 - Ahmed Muhtar Pascià, militare e politico ottomano (n. 1839)
- 1919 - Gojong di Corea, re coreano (n. 1852)
- 1920 - Andrea Carlotti, diplomatico italiano (n. 1864)
- 1920 - Pier Desiderio Pasolini, politico, storico e scrittore italiano (n. 1844)
- 1922 - Giuseppe Nascimbeni, presbitero italiano (n. 1851)
- 1923 - Luigi Aicardi, dirigente sportivo italiano (n. 1865)
- 1923 - Antonio Cervi, giornalista italiano (n. 1862)
- 1924 - Hugh Dawnay, VIII visconte Downe, generale irlandese (n. 1844)
- 1924 - Lenin, rivoluzionario, politico e filosofo russo (n. 1870)
- 1924 - Giuseppe Pescetti, politico italiano (n. 1859)
- 1925 - Maurice Loutreuil, pittore francese (n. 1885)
- 1926 - Camillo Golgi, scienziato e medico italiano (n. 1843)
- 1926 - Umberto Meazza, calciatore, allenatore di calcio e arbitro di calcio italiano (n. 1880)
- 1927 - Enrico Adelelmo Brunetti, musicista e entomologo britannico (n. 1862)
- 1927 - Antonio Sogliuzzo, militare e marinaio italiano (n. 1845)
- 1929 - Maxime Dethomas, disegnatore, pittore e incisore francese (n. 1867)
- 1929 - Raphaël Dubois, farmacologo francese (n. 1849)
- 1929 - Ernest Vaughan, giornalista e scrittore francese (n. 1841)
- 1930 - Hugh Longbourne Callendar, fisico britannico (n. 1863)
- 1930 - Jaroslav Vlček, critico letterario cecoslovacco (n. 1860)
- 1931 - Feliks Michajlovič Blumenfel'd, compositore, pianista e direttore d'orchestra russo (n. 1863)
- 1931 - Cesare Burali-Forti, matematico e logico italiano (n. 1861)
- 1931 - Robert LeGendre, multiplista e lunghista statunitense (n. 1898)
- 1931 - Orazio Marucchi, archeologo italiano (n. 1852)
- 1931 - Alfred Maudslay, diplomatico britannico (n. 1850)
- 1931 - Alma Rubens, attrice statunitense (n. 1897)
- 1932 - Raffaello Piccoli, scrittore, poeta e traduttore italiano (n. 1886)
- 1932 - Lytton Strachey, scrittore, critico letterario e saggista britannico (n. 1880)
- 1933 - George Moore, scrittore, poeta e drammaturgo irlandese (n. 1852)
- 1934 - André Rabel, schermidore francese (n. 1878)
- 1934 - Federico Ferdinando di Schleswig-Holstein-Sonderburg-Glücksburg, principe tedesco (n. 1855)
- 1934 - Paul Troost, architetto tedesco (n. 1878)
- 1935 - Hugo Clason, velista svedese (n. 1865)
- 1936 - Fausto Beretta, militare e musicista italiano (n. 1898)
- 1936 - Luigi Chiavellati, militare italiano (n. 1902)
- 1936 - Panfilo Di Gregorio, militare italiano (n. 1908)
- 1936 - Arthur Dalrymple Fanshawe, ammiraglio inglese (n. 1847)
- 1936 - Amerigo Fazio, militare italiano (n. 1895)
- 1936 - Reginaldo Giuliani, religioso, militare e predicatore italiano (n. 1887)
- 1936 - Emilio Maccolini, militare italiano (n. 1908)
- 1936 - Armando Maglioni, militare italiano (n. 1884)
- 1936 - Flavio Ottaviani, militare italiano (n. 1911)
- 1936 - Luigi Valcarenghi, militare italiano (n. 1891)
- 1937 - Erich Trefftz, matematico e ingegnere tedesco (n. 1888)
- 1937 - Yasin al-Hashimi, militare e politico iracheno (n. 1894)
- 1938 - Henry Kistemaeckers, drammaturgo belga (n. 1872)
- 1938 - Georges Méliès, regista cinematografico, attore e illusionista francese (n. 1861)
- 1938 - David Borisovič Rjazanov, storico e politico russo (n. 1870)
- 1939 - Luigi Tonelli, critico letterario, critico teatrale e scrittore italiano (n. 1890)
- 1940 - Giuseppina Arcucci, religiosa italiana (n. 1860)
- 1940 - Cristoforo di Grecia, principe greco (n. 1888)
- 1940 - John Duha, ginnasta e multiplista statunitense (n. 1875)
- 1940 - Einar Benediktsson, poeta e avvocato islandese (n. 1864)
- 1940 - Geoffrey Hall-Say, pattinatore artistico su ghiaccio britannico (n. 1864)
- 1940 - Otis Harlan, attore e doppiatore statunitense (n. 1865)
- 1940 - Camillo Ricchiardi, militare, avventuriero e giornalista italiano (n. 1865)
- 1941 - Francesco Campolo, militare italiano (n. 1896)
- 1941 - Serafino Gnutti, militare italiano (n. 1916)
- 1941 - Daniel Walter Morehouse, astronomo statunitense (n. 1876)
- 1941 - Rudolf von Brudermann, generale austro-ungarico (n. 1851)
- 1941 - Ernesto Simini, militare italiano (n. 1899)
- 1941 - Renato Togni, militare italiano (n. 1913)
- 1942 - Vincenzo Galloppi, pittore italiano (n. 1849)
- 1942 - Henryk Opienski, compositore e musicologo polacco (n. 1870)
- 1942 - Giuseppe Torriani, calciatore italiano (n. 1904)
- 1943 - Aimo Cajander, politico finlandese (n. 1879)
- 1943 - Donald Clark Godwin, militare e marinaio statunitense (n. 1888)
- 1943 - Carlo Scaglia, militare italiano (n. 1895)
- 1944 - Umberto Bassignani, scultore italiano (n. 1878)
- 1944 - Cesare Franco, compositore e organista italiano (n. 1885)
- 1944 - Karl Julius Lohnert, astronomo e psicologo tedesco (n. 1885)
- 1944 - Heinrich Prinz zu Sayn-Wittgenstein, aviatore tedesco (n. 1916)
- 1944 - Alfred Schmalzer, pallamanista austriaco (n. 1912)
- 1944 - Giuseppe Tommasi, chimico italiano (n. 1885)
- 1945 - Livia Bianchi, partigiana italiana (n. 1919)
- 1945 - Attilio Conti, sindacalista e anarchico italiano (n. 1880)
- 1945 - Adrian von Fölkersam, militare tedesco (n. 1914)
- 1945 - Lucien-Leon Guillaume Lambert, pianista, compositore e arrangiatore francese (n. 1858)
- 1945 - Angelina Milazzo, militare italiana (n. 1922)
- 1945 - Archibald Murray, generale britannico (n. 1860)
- 1945 - Victor Perez, pugile tunisino (n. 1911)
- 1945 - Karel Poláček, scrittore ceco (n. 1892)
- 1946 - Harry Bateman, matematico inglese (n. 1882)
- 1946 - Mario Donati, chirurgo italiano (n. 1879)
- 1947 - Sante Cancian, pittore e illustratore italiano (n. 1902)
- 1947 - Rozalija Samojlovna Zemljačka, rivoluzionaria e politica russa (n. 1876)
- 1948 - Tomaso Filippi, fotografo italiano (n. 1852)
- 1948 - Ernst Herzfeld, archeologo, orientalista e iranista tedesco (n. 1879)
- 1948 - Ermanno Wolf-Ferrari, compositore italiano (n. 1876)
- 1949 - Fritz Knöchlein, militare tedesco (n. 1911)
- 1950 - Achille Fould, bobbista francese (n. 1919)
- 1950 - George Orwell, scrittore, giornalista e saggista britannico (n. 1903)
- 1950 - Gaetano Pitta, scrittore e giornalista italiano (n. 1857)
- 1951 - Miyamoto Yuriko, scrittrice, saggista e critica letteraria giapponese (n. 1899)
- 1951 - Elena d'Orléans, nobile (n. 1871)
- 1951 - Henry Stannard, pittore britannico (n. 1870)
- 1952 - Jenő Rátz, generale ungherese (n. 1882)
- 1952 - Nicola Siles, politico italiano (n. 1873)
- 1953 - Arturo Castiglioni, medico italiano (n. 1874)
- 1953 - Andor Gabor, scrittore ungherese (n. 1884)
- 1954 - Edmund Kerchever Chambers, storico britannico (n. 1866)
- 1954 - Denis Fahey, presbitero, teologo e scrittore irlandese (n. 1883)
- 1955 - James Duncan, discobolo statunitense (n. 1887)
- 1955 - Archie Hahn, velocista statunitense (n. 1880)
- 1956 - Adriano Galli, ingegnere italiano (n. 1904)
- 1957 - Arthur Lyon Bowley, statistico e economista britannico (n. 1869)
- 1957 - Luigi Carbonari, imprenditore italiano (n. 1890)
- 1957 - Guido Notari, conduttore radiofonico e attore italiano (n. 1893)
- 1958 - Ataúlfo Argenta, musicista spagnolo (n. 1913)
- 1959 - Paša Angelina, operaia sovietica (n. 1912)
- 1959 - Cecil B. DeMille, regista, produttore cinematografico e montatore statunitense (n. 1881)
- 1959 - Carl Switzer, attore statunitense (n. 1927)
- 1960 - Percy Hagerman, lunghista e triplista canadese (n. 1881)
- 1960 - Lorenzo Herrera, compositore venezuelano (n. 1896)
- 1960 - Antonín Janda, calciatore cecoslovacco (n. 1892)
- 1960 - Wu Lien-teh, medico malese (n. 1879)
- 1961 - Blaise Cendrars, scrittore svizzero (n. 1887)
- 1961 - Carl Ludvig Douglas, nobile e diplomatico svedese (n. 1908)
- 1961 - Paul Romano, calciatore francese (n. 1891)
- 1962 - Arturo Bragaglia, attore italiano (n. 1893)
- 1962 - Harry Dickason, ginnasta britannico (n. 1890)
- 1962 - Georges Gimel, pittore francese (n. 1898)
- 1963 - Ingar Nielsen, velista norvegese (n. 1885)
- 1963 - Al St. John, attore statunitense (n. 1893)
- 1964 - Carlo Chiarlo, cardinale e arcivescovo cattolico italiano (n. 1881)
- 1964 - Frate Ave Maria, religioso italiano (n. 1900)
- 1964 - Luis Martín-Santos Ribera, psichiatra e scrittore spagnolo (n. 1924)
- 1964 - Joseph Schildkraut, attore austriaco (n. 1896)
- 1965 - Geeta Bali, attrice indiana (n. 1930)
- 1965 - Arie Bieshaar, calciatore olandese (n. 1899)
- 1965 - Reino Helismaa, cantautore, scrittore e attore finlandese (n. 1913)
- 1965 - Philip Joubert de la Ferté, aviatore inglese (n. 1887)
- 1966 - Cyril Seedhouse, velocista britannico (n. 1882)
- 1967 - Dorotea di Sassonia-Coburgo-Koháry, principessa tedesca (n. 1881)
- 1967 - Angiolo Gambaro, pedagogo, storico e presbitero italiano (n. 1883)
- 1967 - Francisco Jambrina, attore e regista spagnolo (n. 1902)
- 1967 - Nils Löfgren, chimico svedese (n. 1913)
- 1967 - Armando Poggioli, martellista e discobolo italiano (n. 1888)
- 1967 - Ann Sheridan, attrice statunitense (n. 1915)
- 1968 - Alfredo Cucco, politico e medico italiano (n. 1893)
- 1968 - Frances Dade, attrice statunitense (n. 1910)
- 1968 - Marie-Claire Daveluy, bibliotecaria, storica e scrittrice canadese (n. 1880)
- 1968 - Marcello Gallian, scrittore, giornalista e drammaturgo italiano (n. 1902)
- 1968 - Jacob Gundersen, lottatore norvegese (n. 1875)
- 1969 - Angiolo Alebardi, pittore italiano (n. 1883)
- 1969 - Franz Xaver Arnold, presbitero e teologo tedesco (n. 1898)
- 1969 - Giovanni Comisso, scrittore e viaggiatore italiano (n. 1895)
- 1969 - Candido De Giovanni, calciatore italiano (n. 1896)
- 1969 - Alessandro Morino, politico italiano (n. 1909)
- 1969 - Marie Mounib, attrice egiziana (n. 1915)
- 1969 - Raffaele Pastore, politico italiano (n. 1881)
- 1970 - Franz Aigner, sollevatore austriaco (n. 1892)
- 1970 - Joseph Attipetty, arcivescovo cattolico indiano (n. 1894)
- 1970 - Alfonso Frangipane, pittore, disegnatore e decoratore italiano (n. 1881)
- 1970 - Constance Cornwallis-West, nobildonna britannica (n. 1876)
- 1970 - W. A. R. Wood, diplomatico e storico britannico (n. 1878)
- 1971 - Antonio Barolini, scrittore, poeta e giornalista italiano (n. 1910)
- 1971 - Rubens Paiva, ingegnere, politico e attivista brasiliano (n. 1929)
- 1971 - Richard B. Russell, politico statunitense (n. 1897)
- 1971 - Fred Tunstall, calciatore e allenatore di calcio inglese (n. 1897)
- 1973 - Ermenegildo Gastaldi, neurologo e psichiatra italiano (n. 1907)
- 1973 - Henri Seyrig, archeologo, numismatico e storico francese (n. 1895)
- 1973 - Benedikt Szabolcsi, musicologo ungherese (n. 1899)
- 1974 - Arnaud Denjoy, matematico francese (n. 1884)
- 1974 - Lewis Strauss, politico statunitense (n. 1896)
- 1975 - John Baxter, regista cinematografico britannico (n. 1896)
- 1975 - Mascha Kaléko, poetessa tedesca (n. 1907)
- 1975 - Cesare Mainella, pittore italiano (n. 1885)
- 1975 - Nino Springolo, pittore italiano (n. 1886)
- 1976 - Joseph-Marie-Eugène Martin, cardinale e arcivescovo cattolico francese (n. 1891)
- 1976 - Dinty Moore, hockeista su ghiaccio canadese (n. 1900)
- 1976 - Albert Rohrbacher, calciatore francese (n. 1910)
- 1976 - Domenico Sanfilippo, editore italiano (n. 1891)
- 1977 - Aldemar, calciatore brasiliano (n. 1931)
- 1977 - Armando La Rosa Parodi, direttore d'orchestra e compositore italiano (n. 1904)
- 1977 - Benjamin Travis Laney, politico statunitense (n. 1896)
- 1977 - Karel Mauser, poeta e scrittore sloveno (n. 1918)
- 1977 - Sandro Penna, poeta italiano (n. 1906)
- 1978 - Sergio Venzo, geologo e paleontologo italiano (n. 1908)
- 1979 - Aleksej Nikolaevič Leont'ev, psicologo sovietico (n. 1903)
- 1979 - Johann Tauscher, pallamanista austriaco (n. 1909)
- 1980 - Elvira de Hidalgo, soprano spagnola (n. 1892)
- 1980 - Anita Rho, traduttrice, germanista e antifascista italiana (n. 1906)
- 1981 - William Findlay, calciatore statunitense (n. 1904)
- 1981 - Cuth Harrison, pilota automobilistico britannico (n. 1906)
- 1981 - Giovanni Battista Meneghini, imprenditore italiano (n. 1895)
- 1982 - Elvio Banchero, calciatore italiano (n. 1904)
- 1982 - Giorgio De Sanctis, partigiano italiano (n. 1921)
- 1982 - Ned Irish, giornalista e dirigente sportivo statunitense (n. 1905)
- 1982 - H. D. F. Kitto, grecista britannico (n. 1897)
- 1982 - Giuseppe Savastano, carabiniere italiano (n. 1961)
- 1982 - Euro Tarsilli, carabiniere italiano (n. 1962)
- 1982 - Hans Tröger, generale tedesco (n. 1896)
- 1983 - Howard Clark, arcivescovo anglicano canadese (n. 1901)
- 1983 - Josep Granyer, scultore spagnolo (n. 1899)
- 1983 - Marian Mazur, ingegnere polacco (n. 1909)
- 1983 - Ton Satomi, scrittore giapponese (n. 1888)
- 1983 - Enzo Scaini, calciatore italiano (n. 1955)
- 1983 - Antonio Siddi, velocista e lunghista italiano (n. 1923)
- 1983 - Felice Zappulla, produttore cinematografico e sceneggiatore italiano (n. 1914)
- 1984 - Stanis Ruinas, giornalista e scrittore italiano (n. 1899)
- 1984 - Hywel Murrell, psicologo britannico (n. 1908)
- 1984 - Jackie Wilson, cantante e ballerino statunitense (n. 1934)
- 1985 - Eddie Graham, wrestler e attore statunitense (n. 1930)
- 1985 - Yusuf Lule, politico ugandese (n. 1912)
- 1985 - Jan Peka, hockeista su ghiaccio ceco (n. 1894)
- 1985 - Giuseppe Tramarollo, storico, politologo e attivista italiano (n. 1910)
- 1985 - Luise Ullrich, attrice austriaca (n. 1910)
- 1986 - Vittorio Duina, imprenditore e dirigente sportivo italiano (n. 1916)
- 1986 - Gordon Holmes MacMillan, generale scozzese (n. 1897)
- 1986 - Tatsumi Hijikata, coreografo giapponese (n. 1928)
- 1986 - Margherita d'Asburgo-Lorena, principessa (n. 1894)
- 1986 - Margery Wilson, attrice e regista statunitense (n. 1896)
- 1987 - Arrigo Giacomo Camosso, paroliere italiano (n. 1908)
- 1987 - Ikki Kajiwara, fumettista giapponese (n. 1936)
- 1988 - Edmund Brisco Ford, genetista britannico (n. 1901)
- 1988 - Pierre Marie Phạm Ngọc Chi, vescovo cattolico vietnamita (n. 1909)
- 1988 - Abraham Sofaer, attore britannico (n. 1896)
- 1988 - Arrigo Tassinari, flautista italiano (n. 1889)
- 1988 - Niccolò Theodoli, produttore cinematografico italiano (n. 1917)
- 1988 - Giovanni Zamperlini, calciatore italiano (n. 1928)
- 1989 - Chris Greenham, effettista statunitense (n. 1923)
- 1989 - Mahmoud Namdjou, sollevatore iraniano (n. 1918)
- 1989 - Billy Tipton, compositore e musicista statunitense (n. 1914)
- 1990 - Aldo Canti, attore e stuntman italiano (n. 1941)
- 1990 - Trude Fleischmann, fotografa statunitense (n. 1895)
- 1990 - Pierre Nicolas, contrabbassista francese (n. 1921)
- 1991 - Lilian Bond, attrice britannica (n. 1908)
- 1991 - Matteo Bonino, politico italiano (n. 1900)
- 1991 - Ileana di Romania, principessa rumena (n. 1909)
- 1992 - Mario Dal Pra, filosofo, storico della filosofia e partigiano italiano (n. 1914)
- 1992 - Champion Jack Dupree, pianista e cantante statunitense (n. 1910)
- 1992 - Ugo Dettore, romanziere, traduttore e parapsicologo italiano (n. 1905)
- 1992 - Franz Hanreiter, calciatore austriaco (n. 1913)
- 1992 - Edward Koiki Mabo, australiano (n. 1936)
- 1993 - Charlie Gehringer, giocatore di baseball statunitense (n. 1903)
- 1993 - Bruce Kelly, architetto del paesaggio statunitense (n. 1948)
- 1993 - Ferdinanda Pautasso, tuffatrice italiana (n. 1923)
- 1993 - Ján Zimmer, pianista e compositore slovacco (n. 1926)
- 1994 - Elvira Badaracco, pubblicista italiana (n. 1911)
- 1994 - Wilhelm Fendt, alpinista tedesco (n. 1903)
- 1994 - Timo Suviranta, cestista finlandese (n. 1930)
- 1994 - Tony Waddington, calciatore e allenatore di calcio inglese (n. 1924)
- 1994 - Basil al-Assad, politico e militare siriano (n. 1962)
- 1995 - Philippe Casado, ciclista su strada francese (n. 1964)
- 1995 - Ed Gregory, allenatore di pallacanestro e dirigente sportivo statunitense (n. 1931)
- 1995 - Alex Groza, cestista, allenatore di pallacanestro e dirigente sportivo statunitense (n. 1926)
- 1995 - John Halas, animatore ungherese (n. 1912)
- 1995 - Edward Hidalgo, politico statunitense (n. 1912)
- 1995 - George Stibitz, informatico statunitense (n. 1904)
- 1996 - Bruno Catarzi, scultore e incisore italiano (n. 1903)
- 1996 - Roman Cieslewicz, designer polacco (n. 1930)
- 1996 - Liliana Scaricabarozzi, ginnasta italiana (n. 1934)
- 1996 - Ban Tetsugyu Soin, maestro zen giapponese (n. 1910)
- 1997 - Giorgio Ferrari, politico italiano (n. 1931)
- 1997 - Alberto Muro, allenatore di calcio e calciatore argentino (n. 1927)
- 1997 - Colonnello Tom Parker, manager e impresario teatrale olandese (n. 1909)
- 1997 - Giorgio Prosperi, sceneggiatore, autore televisivo e critico teatrale italiano (n. 1911)
- 1997 - Polly Ann Young, attrice statunitense (n. 1908)
- 1998 - Laura Gianoli, doppiatrice, attrice e regista teatrale italiana (n. 1932)
- 1998 - Yoshifumi Kondō, regista e animatore giapponese (n. 1950)
- 1998 - Jack Lord, attore statunitense (n. 1920)
- 1998 - Ralph C. Smith, generale statunitense (n. 1893)
- 1998 - Louis Thiétard, ciclista su strada francese (n. 1910)
- 1999 - Angelo Airoldi, sindacalista italiano (n. 1942)
- 1999 - Attilio Alto, ingegnere italiano (n. 1937)
- 1999 - Charles Brown, cantante e pianista statunitense (n. 1922)
- 1999 - Ermelina Carreño, modella spagnola (n. 1912)
- 1999 - Jacques Chailley, compositore e musicologo francese (n. 1910)
- 1999 - Alfonso Corona Blake, regista e sceneggiatore messicano (n. 1919)
- 1999 - Leslie French, attore britannico (n. 1904)
- 1999 - Krishnajirao III, principe indiano (n. 1932)
- 1999 - Ugo Signorini, artista e pittore italiano (n. 1935)
- 1999 - Susan Strasberg, attrice e insegnante statunitense (n. 1938)
- 2000 - Zdzisław Radomski, militare e aviatore polacco (n. 1915)
- 2000 - Sa'eb Salam, politico libanese (n. 1905)
- 2000 - Mario Volpato, matematico italiano (n. 1915)

## XXI secolo(165)
- 2001 - Sandy Baron, attore statunitense (n. 1936)
- 2001 - Pier Giorgio Cazzola, velocista italiano (n. 1937)
- 2001 - Byron De La Beckwith, criminale statunitense (n. 1920)
- 2001 - Émile Frézot, cestista francese (n. 1916)
- 2001 - Walt Miller, cestista e allenatore di pallacanestro statunitense (n. 1915)
- 2001 - Nedžad Verlašević, calciatore e allenatore di calcio jugoslavo (n. 1955)
- 2002 - Max Angst, bobbista svizzero (n. 1921)
- 2002 - Peggy Lee, cantante, attrice e compositrice statunitense (n. 1920)
- 2002 - Adolfo Marsillach, attore, regista e scrittore spagnolo (n. 1928)
- 2002 - Vilho Rättö, militare finlandese (n. 1916)
- 2002 - George Trapp, cestista statunitense (n. 1948)
- 2003 - Eddie Johnson, giocatore di football americano statunitense (n. 1959)
- 2003 - Michele Tito, giornalista italiano (n. 1925)
- 2003 - Tommy Wood, pilota motociclistico britannico (n. 1912)
- 2004 - Dinu Adameșteanu, archeologo rumeno (n. 1913)
- 2004 - Luis Cuenca, attore spagnolo (n. 1921)
- 2004 - Jordan Radičkov, scrittore bulgaro (n. 1929)
- 2004 - Juan Zambudio Velasco, calciatore e allenatore di calcio spagnolo (n. 1924)
- 2004 - Bill Yancey, contrabbassista statunitense (n. 1933)
- 2005 - Sole Di Giuseppe, poeta italiano (n. 1921)
- 2005 - Leonel Gabriel, pallanuotista uruguaiano (n. 1919)
- 2005 - Henry Källgren, calciatore svedese (n. 1931)
- 2005 - Girolamo La Penna, politico italiano (n. 1924)
- 2005 - Johnny Sax, sassofonista e compositore italiano (n. 1930)
- 2005 - Steve Susskind, attore statunitense (n. 1942)
- 2005 - Ernest Vandiver, politico e generale statunitense (n. 1918)
- 2006 - Larry Comley, cestista statunitense (n. 1939)
- 2006 - Jean-Marie Goasmat, ciclista su strada francese (n. 1913)
- 2006 - Ivos Margoni, francesista e traduttore italiano (n. 1929)
- 2006 - Ibrahim Rugova, politico e scrittore kosovaro (n. 1944)
- 2006 - Giorgio Tecce, biologo e dirigente pubblico italiano (n. 1923)
- 2007 - Maria Cioncan, mezzofondista rumena (n. 1977)
- 2007 - Ali de Vries, velocista olandese (n. 1914)
- 2008 - Lorenzo Bettini, calciatore italiano (n. 1931)
- 2008 - Walter Santesso, attore e regista italiano (n. 1931)
- 2008 - Marie Smith Jones, linguista statunitense (n. 1918)
- 2009 - Jaime Belmonte, calciatore messicano (n. 1934)
- 2009 - Elena Giusti, attrice e cantante italiana (n. 1917)
- 2009 - Jean Jadot, arcivescovo cattolico belga (n. 1909)
- 2009 - Charles W. Juels, astronomo statunitense (n. 1944)
- 2009 - Claude Moliterni, fumettista, scrittore e sceneggiatore francese (n. 1932)
- 2009 - Peter Persidis, allenatore di calcio e calciatore austriaco (n. 1947)
- 2010 - Domenico D'Orsi, filosofo italiano (n. 1930)
- 2010 - Irwin Dambrot, cestista statunitense (n. 1928)
- 2010 - Tito Maniacco, poeta, storico e scrittore italiano (n. 1932)
- 2010 - Jacques Martin, disegnatore e fumettista francese (n. 1921)
- 2010 - Geoff Workman, produttore discografico britannico (n. 1947)
- 2011 - Theoni V. Aldredge, costumista e scenografa greca (n. 1922)
- 2011 - Giuseppe Brumatti, cestista e dirigente sportivo italiano (n. 1948)
- 2011 - Robert Cohu, cestista francese (n. 1911)
- 2011 - Peter Demos, cestista greco (n. 1925)
- 2011 - Caterina Mancini, soprano italiano (n. 1924)
- 2011 - Enrico Micheli, economista, scrittore e politico italiano (n. 1938)
- 2011 - Giulio Obici, giornalista e fotografo italiano (n. 1934)
- 2011 - Raul Ranieri Taccini, pallanuotista e pugile italiano (n. 1950)
- 2011 - Wally Hughes, allenatore di calcio neozelandese (n. 1934)
- 2012 - Vincenzo Consolo, scrittore, giornalista e saggista italiano (n. 1933)
- 2012 - Giampiero Giunti, regista, attore e montatore italiano (n. 1940)
- 2012 - Eiko Ishioka, costumista e grafica giapponese (n. 1938)
- 2012 - Ugo Liberatore, regista e sceneggiatore italiano (n. 1927)
- 2012 - Dino Origlia, psicologo italiano (n. 1920)
- 2013 - Massimo Castri, attore e regista italiano (n. 1943)
- 2013 - Riccardo Garrone, imprenditore e dirigente sportivo italiano (n. 1936)
- 2013 - Michael Winner, regista, sceneggiatore e produttore cinematografico britannico (n. 1935)
- 2014 - Tony Crook, pilota automobilistico britannico (n. 1920)
- 2014 - Natalie Myburgh, nuotatrice sudafricana (n. 1940)
- 2014 - Dick Shrider, cestista, allenatore di pallacanestro e dirigente sportivo statunitense (n. 1923)
- 2014 - Georgi Slavkov, calciatore bulgaro (n. 1958)
- 2015 - Marcus Borg, biblista e scrittore statunitense (n. 1942)
- 2015 - Leon Brittan, politico e avvocato britannico (n. 1939)
- 2015 - Adriana De Guilmi, attrice italiana (n. 1948)
- 2015 - Frieda Dänzer, sciatrice alpina svizzera (n. 1930)
- 2015 - Achille e Giovanni Judica Cordiglia, italiano (n. 1933)
- 2015 - Giampaolo Lenzi, allenatore di atletica leggera italiano (n. 1935)
- 2015 - Kemal Monteno, cantautore e paroliere jugoslavo (n. 1948)
- 2015 - Carlos Morris, cestista venezuelano (n. 1975)
- 2015 - Costantino Petrosellini, militare e aviatore italiano (n. 1921)
- 2015 - Fabrizio de Miranda, ingegnere italiano (n. 1926)
- 2016 - Marc Cassot, attore e doppiatore francese (n. 1923)
- 2016 - Mauro Gianneschi, ciclista su strada italiano (n. 1931)
- 2016 - Bill Johnson, sciatore alpino statunitense (n. 1960)
- 2016 - Agostino Marianetti, politico e sindacalista italiano (n. 1940)
- 2016 - Garnet Richardson, giocatore di curling canadese (n. 1933)
- 2016 - Robert Sassone, pistard e ciclista su strada francese (n. 1978)
- 2016 - Carlo Valentino, generale e dirigente sportivo italiano (n. 1927)
- 2017 - Marc Baecke, calciatore belga (n. 1956)
- 2017 - Giacomo Becattini, economista italiano (n. 1927)
- 2017 - Alessandro Biffignandi, illustratore, fumettista e pittore italiano (n. 1935)
- 2017 - Erika Böhm-Vitense, astrofisica tedesca (n. 1923)
- 2017 - Clara Gallini, antropologa e etnologa italiana (n. 1931)
- 2017 - Phil Hill, culturista statunitense (n. 1963)
- 2017 - Edoardo Pollastri, politico italiano (n. 1932)
- 2017 - Francesco Saverio Salerno, vescovo cattolico italiano (n. 1928)
- 2017 - Veljo Tormis, compositore estone (n. 1930)
- 2018 - Gianni Bongioanni, regista e sceneggiatore italiano (n. 1921)
- 2018 - Chartchai Chionoi, pugile thailandese (n. 1942)
- 2018 - Giulietta Fibbi, politica, sindacalista e partigiana italiana (n. 1920)
- 2018 - Arialdo Giobbi, cestista svizzero (n. 1923)
- 2018 - Philippe Gondet, calciatore francese (n. 1942)
- 2018 - Tsukasa Hosaka, calciatore e allenatore di calcio giapponese (n. 1937)
- 2018 - Jim Johannson, hockeista su ghiaccio, dirigente sportivo e allenatore di hockey su ghiaccio statunitense (n. 1964)
- 2018 - Pasquale Panico, politico e sindacalista italiano (n. 1926)
- 2018 - Connie Sawyer, attrice statunitense (n. 1912)
- 2019 - Marcel Azzola, fisarmonicista francese (n. 1927)
- 2019 - Kaye Ballard, attrice e cantante statunitense (n. 1925)
- 2019 - Edwin Birdsong, tastierista e organista statunitense (n. 1941)
- 2019 - Lothar Kobluhn, calciatore tedesco (n. 1943)
- 2019 - Silvana Maja, regista, scrittrice e giornalista italiana (n. 1963)
- 2019 - Pedro Manfredini, calciatore argentino (n. 1935)
- 2019 - Giuseppe Minardi, ciclista su strada italiano (n. 1928)
- 2019 - Oleksandr Okuns'kyj, cestista ucraino (n. 1971)
- 2019 - Leo Paquette, chimico statunitense (n. 1934)
- 2019 - Emiliano Sala, calciatore argentino (n. 1990)
- 2019 - Raghbir Singh Bhola, hockeista su prato indiano (n. 1927)
- 2019 - Shivakumara Swami, filantropo, religioso e supercentenario indiano (n. 1907)
- 2019 - MKDMSK, rapper finlandese (n. 1997)
- 2019 - Harris Wofford, politico statunitense (n. 1926)
- 2020 - Pio Angeletti, produttore cinematografico italiano (n. 1929)
- 2020 - Hadi Bakkush, politico tunisino (n. 1930)
- 2020 - Francesco Corni, disegnatore italiano (n. 1952)
- 2020 - Gianfranco Garbuglia, calciatore italiano (n. 1940)
- 2020 - Terry Jones, attore, regista e sceneggiatore britannico (n. 1942)
- 2020 - Shuchi Kubouchi, giocatore di go giapponese (n. 1920)
- 2020 - Walter Martin, ciclista su strada, pistard e ciclocrossista italiano (n. 1936)
- 2020 - Theodor Wagner, calciatore austriaco (n. 1927)
- 2020 - Morgan Wootten, allenatore di pallacanestro statunitense (n. 1931)
- 2021 - Bob Avian, coreografo, regista teatrale e ballerino statunitense (n. 1937)
- 2021 - Angelo Becchetti, allenatore di calcio italiano (n. 1928)
- 2021 - Ginette Bucaille, tennista francese (n. 1926)
- 2021 - Nathalie Delon, attrice e regista francese (n. 1941)
- 2021 - Jean Graton, fumettista francese (n. 1923)
- 2021 - Rémy Julienne, stuntman francese (n. 1930)
- 2021 - Cecilia Mangini, regista, sceneggiatrice e fotografa italiana (n. 1927)
- 2021 - Peter Swan, calciatore e allenatore di calcio inglese (n. 1936)
- 2021 - Aldo Vianello, poeta italiano (n. 1937)
- 2022 - Louie Anderson, attore e comico statunitense (n. 1953)
- 2022 - Rex Cawley, ostacolista statunitense (n. 1940)
- 2022 - Giacomo Contri, medico e psicoanalista italiano (n. 1941)
- 2022 - Romualdo Coviello, economista e politico italiano (n. 1940)
- 2022 - Jim Forbes, cestista e allenatore di pallacanestro statunitense (n. 1952)
- 2022 - Francesco Paolo Fulci, diplomatico italiano (n. 1931)
- 2022 - Krzysztof Gawędzki, matematico e fisico polacco (n. 1947)
- 2022 - William Higgins, tennista statunitense (n. 1942)
- 2022 - Arlo U. Landolt, astronomo statunitense (n. 1935)
- 2022 - Piero Parodi, cantante e compositore italiano (n. 1935)
- 2022 - Thích Nhất Hạnh, monaco buddhista, poeta e attivista vietnamita (n. 1926)
- 2022 - Antonino Valletta, politico e medico italiano (n. 1938)
- 2022 - Zhang Jie, scrittrice cinese (n. 1937)
- 2023 - Gaetano Azzolina, medico, cardiochirurgo e politico italiano (n. 1931)
- 2023 - B.G. the Prince of Rap, rapper statunitense (n. 1965)
- 2023 - Ritt Bjerregaard, politica danese (n. 1941)
- 2023 - Roberto Fassina, giocatore di curling e copilota di rally italiano (n. 1952)
- 2023 - Linda Kasabian, statunitense (n. 1949)
- 2023 - Werner Masten, regista, sceneggiatore e produttore cinematografico italiano (n. 1950)
- 2023 - Pino Roveredo, scrittore, regista teatrale e personaggio televisivo italiano (n. 1954)
- 2024 - Maciej Chojnacki, cestista polacco (n. 1942)
- 2024 - Perry Friedman, giocatore di poker statunitense (n. 1968)
- 2024 - Mokhtar Hasni, calciatore tunisino (n. 1952)
- 2025 - Abdul Salam Al-Mukhaini, calciatore omanita (n. 1988)
- 2025 - Valérie André, generale e aviatrice francese (n. 1922)
- 2025 - Luca Beatrice, critico d'arte e saggista italiano (n. 1961)
- 2025 - Mauricio Funes, politico e giornalista salvadoregno (n. 1959)
- 2025 - Nunzia Greton, cantante italiana (n. 1945)
- 2025 - Garth Hudson, musicista e polistrumentista canadese (n. 1937)
- 2025 - Paolo Novelli, fotografo e artista italiano (n. 1976)

## Senza anno specificato(1)
- Guarino, cavaliere medievale normanno